# Diadelia subantegrisea
Diadelia subantegrisea är en skalbaggsart som beskrevs av Stefan von Breuning 1967. Diadelia subantegrisea ingår i släktet Diadelia och familjen långhorningar.
Artens utbredningsområde är Madagaskar. Inga underarter finns listade i Catalogue of Life.